# معثنانية
المعثنانية (الاسم العلمي: Compsopogonophyceae) هي طائفة من النباتات الحمراء.

## التصنيف
- الطائفة المعثنانية
  - رتبة المعثنيات
    - فصيلة المعثنات
      - جنس المعثنة